# Леопольд Йоганн Австрійський
Леопольд Йоганн Австрійський (нім. Leopold Johann von Österreich; 13 квітня 1716 — 4 листопада 1716) — ерцгерцог Австрії, єдиний син імператора Карла VI Габсбурга та імператриці Єлизавети Крістіни. Помер у віці кількох місяців, у зв'язку з чим його батько не мав наступників чоловічої статі, що 1740 року спричинило вступ на престол Марії Терезії, старшої сестри Леопольда Йоганна, та початок війни за австрійську спадщину.

## Народження та хрещення
На момент першої вагітності імператриці Єлизавети Крістіни Брауншвейг-Вольфенбюттельської їхній з імператором Карлом VI шлюб тривав уже 7 років. З моменту одруження на імператрицю чинився величезний тиск, оскільки вона не могла народити чоловіка-спадкоємця. Їй довелося перенести лікування, щоб могти мати дітей. Імператриця здійснила паломництво до Маріацелля, лікувалася в Карлсбаді, за допомогою вина (придворні лікарі призначали їй значні дози спиртних напоїв, щоб підвищити фертильність, через що в імператриці був постійний рум'янець на обличчі), відвідувала ясновидців та астрологів. Стіни та стелю імператорської спальні розписали еротичними сценами, щоб стимулювати фантазію імператриці для народження хлопчика.
Народження Леопольда Йоганна о 7:30 вечора 13 квітня 1716 року у віденському дворі відзначили надзвичайно пишно в іспанському придворному церемоніальному стилі. У той час Австрія разом з Венецією воювала проти Османської імперії. Як престолонаступника Леопольда Йоганна нагородили орденом Золотого Руна. Урочисте хрещення новонародженого відбулося наступного дня, 14 квітня, у Лицарській залі (Rittersaal) палацу Гофбург. Хрестили його водою з річки Йордан. Повне ім'я ерцгерцога — Леопольд Йоганн Антон Йозеф Франц де Паула Герменґільд Рудольф Іґнатіус Бальтазар. Хрестив Леопольда Йоганна папський нунцій разом із пробстом Собору святого Стефана та абатом Шотландського абатства. Присутніми на церемонії були Франц Фердинанд фон Куенбург, архієпископ Празький, Антоніо Фольк де Кардона, архієпископ Валенсії, та ще вісім єпископів і дев'ять абатів. Хрещеним батьком ерцгерцога став король Португалії Жуан V, одружений з Марією Анною Австрійською — сестрою Карла VI. Представником португальського монарха на хрещенні був генерал-фельдмаршал Максиміліан Вільгельм Брауншвейг-Люнебурзький.

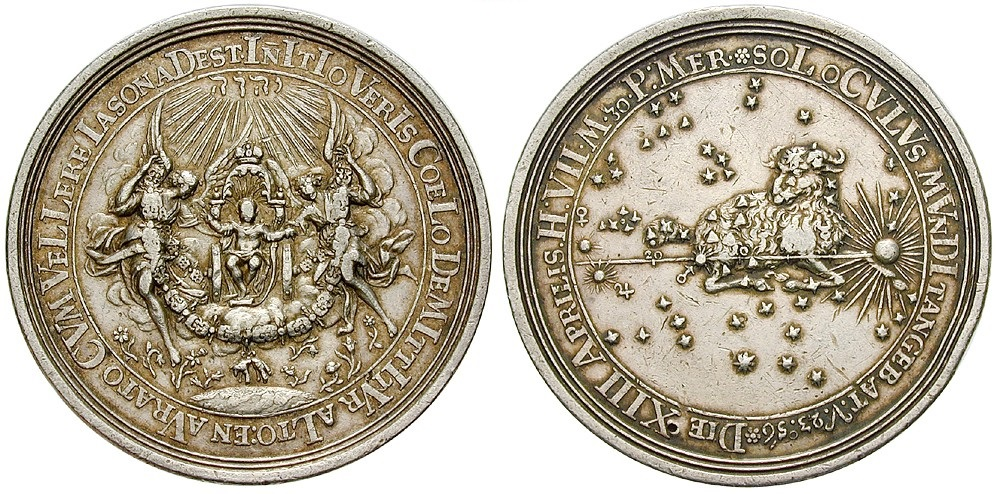
Пам'ятна медаль з нагоди народження ерцгерцога Леопольда Йоганна

З нагоди народження сина імператор Карл VI наказав викарбувати коштовну медаль. На ній латинською мовою написано:
|  | На початку весни надіслані вони з високого неба. Ясон із Золотого руна тут / Сонце, око світу, досягло висоти 23° 56' 13 квітня 1716 року о 7:30 вечора |

Окрема медаль була виготовлена на честь імператриці Єлизавети Крістіни. Її виготовив медаліст Георг Вільгельм Вестнер. Відомий тогочасний бароковий композитор Йоганн Йозеф Фукс на честь народження сина імператора написав оперу «Angelica vincitrice di Alcina», вперше поставлену 14 вересня 1716 року. Музику на честь ерцгерцога, вперше виконану у Франкфурті, також написав Георг Філіпп Телеман.
З нагоди народження престолонаступника у червні 1716 року Райнгард Кайзер поставив музичну комедію й танець «Das Römische April-Fest» («Римське квітневе свято»). Бартольд Файнд написав лібрето. Також на честь ерцгерцога по всій Священній Римській імперії надрукували велику кількість друкованих матеріалів.

## Смерть та поховання
Хворий ерцгерцог Леопольд Йоганн помер у Відні 4 листопада 1716 року у віці семи місяців. Сподівання на те, що через відсутність близьких генеалогічних зв'язків між родинами батьків престолонаступник залишиться здоровим, не виправдалися. Смерть сина справила на імператора Карла VI значний вплив. До кінця 1716 року він не вів щоденникових записів.
Похорон Леопольда Йоганна був схожий на похорон Фердинанда Венцеля — першого сина імператора Леопольда I. Уранці 5 листопада в присутності обергофмейстра Антона Флоріана Ліхтенштейна, фрейліни Сабіни Крістіни, графині Штаргемберг та трьох придворних лікарів хірург Генріх Кестер здійснив розтин тіла, видалив усі внутрішні органи, після чого воно було забальзамоване. Після цього тіло дитини поставили на катафалку в Залі чесноти (Tugendsaal) палацу Гофбург, де його освятив придворний священник. Він одягнув на голову покійного ерцгерцога корону з квітів, а на шию — ланцюжок ордена Золотого руна. На срібній подушці поряд лежали флісове намисто та ерцгерцогська шапка.
Срібна скриня із серцем Леопольда Йоганна та мідна скриня з його внутрішніми органами помістили в Герцогському склепі (Herzogsgruft) Собору святого Стефана. Об 11:00 вечора того ж дня тіло ще раз освятили, а потім перенесли з великою процесією до церкви Капуцинів. Після цього труну востаннє освятили й відкрили в присутності обергофмейстра та оберкамергера. Далі шість священників церкви перенесли труну до Імператорського склепу.

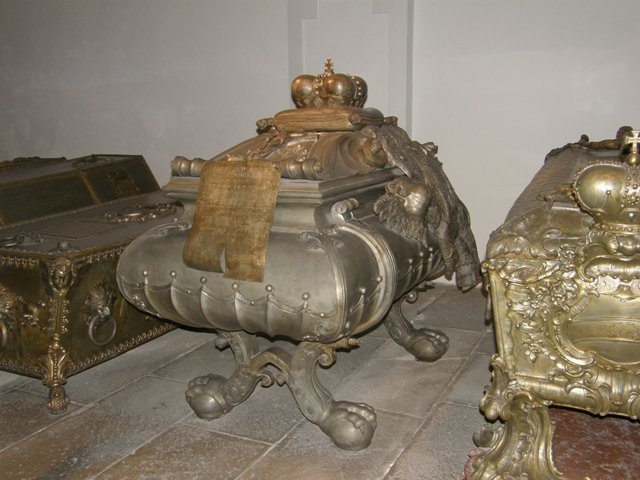
Саркофаг Леопольда Йоганна Австрійського в Імператорському склепі у Відні

Сучасний саркофаг ерцгерцога Леопольда Йоганна створений 1740 року за інструкціями імператора Карла VI. Саркофаг має вигляд труни. Його виготовили з олова. Складки мантії горностая лежать над орнаментованою кришкою, а зверху, на подушці, знаходиться шапка ерцгерцога. Довгі боки прикрашають голови ангелів з розпростертими крилами, сама труна спирається на чотири ведмежі лапи. Спереду знаходиться лист із латиномовним написом:
|  | Присвячено християнському потомству. Тут, у праху, спочиває Леопольд, син неперевершеного імператора Карла VI, й онук великого Леопольда, ерцгерцога Австрії та принца Астурійського, якому небеса показали світ 13 квітня 1716 року й забрали назад у невимовному сумі 4 листопада того ж року. О! Легше відчути біль імператора, ніж словами передати! |

Після смерті сина імператорське подружжя на знак свого благочестя подарувало Матері Божій Маріацелльській срібну статую немовляти Ісуса, маса якої відповідає масі померлого ерцгерцога.